# 小松健悦
小松 健悦（こまつ たけよし、1950年6月22日 - ）は、兵庫県出身の日本の俳優。身長172 cm。体重65 kg。血液型はA型。
大阪経済大学卒業。1973年に関西芸術座に入団し、1974年に舞台「しば天太郎」でデビュー。2016年に関西芸術座を退団し、現在はMC企画に所属している。趣味は魚釣り。

## 出演

### テレビドラマ
- 「部長刑事」（テレビ朝日）
  - 「部長刑事」
    - 第874話「26000人の暴走」（1975年7月26日）
    - 第1027話「ふたりの若者」（1978年7月1日）
    - 第1145話「もぐり電波を追え」（1980年10月4日）
    - 第1266話「厄病神」（1983年1月29日）
    - 第1355話「フェリーに乗った危険な人妻」（1984年10月13日）
    - 第1487話「コンピュータが泣いた」（1987年5月2日）

  - 「新・部長刑事 アーバンポリス24」
    - 「ブラボー！ペットブーム」（1997年8月23日）
    - 第27話「恩讐の手錠」（1999年12月4日）
    - 第68話「がせ！」（2000年10月21日）
- 「桃太郎侍」第70話（1978年2月12日、日本テレビ） - 儀兵ヱ 役
- 「長七郎天下ご免!」第55話（1980年12月18日、テレビ朝日） - 宍戸藩士 役
- 必殺シリーズ（テレビ朝日）
  - 「必殺まっしぐら!」第2話（1986年8月15日） - 下隙 役
  - 「必殺仕事人2009」第7話（2009年2月27日）
- 連続テレビ小説（NHK）
  - 「都の風」第29話（1986年11月7日） - 刑事 役
  - 「純ちゃんの応援歌」第32話（1988年11月8日） - 村の男 役
  - 「京、ふたり」（1990年10月1日 - 1991年3月30日）
  - 「ええにょぼ」第138話・第139話（1993年9月11日・9月13日）
  - 「ふたりっ子」第9話（1996年10月16日） - テーラー田賀 役
  - 「甘辛しゃん」（1997年10月6日 - 1998年4月4日）
  - 「あすか」第71話（1999年12月24日）
  - 「ほんまもん」第8話・第12話・第15話（2001年10月9日・10月13日・10月17日）
  - 「まんてん」第42話（2002年11月16日）
  - 「てるてる家族」第44話（2003年11月18日） - 市川 役
  - 「わかば」第21話（2004年10月20日） - 職人 役
  - 「風のハルカ」第7話・第10話（2005年10月10日・10月13日） - 草野教頭 役
  - 「ちりとてちん」第94話（2008年1月23日） - 「たちぎれ線香」の再現の番頭 役
  - 「ウェルかめ」第100話（2010年1月28日） - 漁師 役
  - 「てっぱん」第61話（2010年12月6日） - 客 役
  - 「カーネーション」第1話・第8話・第10話・第34話・第37話・第40話・第42話・第43話・第53話・第55話・第58話・第66話・第67話・第72話・第86話（2011年10月3日・10月11日・10月13日・11月10日・11月14日・11月17日・11月19日・11月21日・12月2日・12月5日・12月8日・12月17日・12月19日・12月24日・2012年1月16日） - 奥中宗次郎 役
  - 「純と愛」第4話（2012年10月4日） - 宿泊客 役
  - 「ごちそうさん」第48話・第53話（2013年11月23日・11月29日） - 紙問屋主人 役
  - 「マッサン」第26話 - 第28話（2014年10月28日 - 10月30日） - 中村屋店主 役
  - 「あさが来た」第133話・第137話・第142話（2016年3月7日・3月11日・3月17日） - 財界人 役
  - 「べっぴんさん」第57話 - 第61話・第64話・第65話・第68話（2016年12月7日 - 12月12日・12月15日・12月16日・12月20日） - 青木 役
    - スペシャルドラマ「恋する百貨店」（2017年4月29日）

  - 「わろてんか」第141話・第142話（2018年3月20日・3月21日） - 隣組の男 役
  - 「まんぷく」第21話 - 第23話（2018年10月24日 - 10月26日） - 苅田圭介 役
  - 「おちょやん」第63話（2021年3月3日） - 旅館「夕凪」の客 役
  - 「舞いあがれ!」第81話（2023年1月27日） - 瀬川 役
  - 「ブギウギ」第64話（2023年12月28日） - 防空壕の男 役
- 「砂の上のロビンソン」第3話（1988年1月23日、NHK） - 見学者 役
- 「悲しみだけが夢をみる」第1話（1988年6月6日、NHK） - 試験官 役
- 「逃亡者」（1988年12月10日、NHK）
- 「鬼平犯科帳」（フジテレビ）
  - 「鬼平犯科帳 第1シリーズ」第25話（1990年2月14日）
  - 「鬼平犯科帳 第2シリーズ」スペシャル（1990年4月4日）
  - 「鬼平犯科帳 第4シリーズ」第12話（1993年3月17日）
- 「花真珠」（1990年4月2日 - 9月28日、日本テレビ）
- 「鞍馬天狗」（テレビ東京）
  - 第42話「謎が謎よぶ女の仇討ち」（1991年7月28日）
  - 第47話「母娘愛!白い花の奇跡」（1991年9月1日）
  - 最終話「誠・新撰組 最後の血戦」（1991年9月29日）
- 「本多の狐－徳川家康の秘宝」（1992年2月29日、テレビ朝日）
- 「裸の大将放浪記」第57話（1992年11月1日、フジテレビ） - 青果商の男性 役
- 火曜サスペンス劇場（日本テレビ）
  - 「京都・女性記者シリーズ」第7作（1993年2月9日）
  - 「刑事・鬼貫八郎」第3作（1994年7月26日） - 煎餅「松寿堂」店主 役
- 月曜ドラマスペシャル「人それを情死と呼ぶ」（1996年6月24日、TBS）
- 「女優X - 伊沢蘭奢の生涯」（1996年12月27日、TBS）
- 「南町奉行事件帖 怒れ!求馬」第9話（1998年1月5日、TBS）
- 「水戸黄門 第26部」第19話（1998年6月22日、TBS） - 熊吉 役
- 「メゾン風の丘」（1998年12月4日、テレビ東京）
- 「八丁堀の七人」第3話（2000年1月27日、テレビ朝日）
- 「ひとりじゃないの」第21話（2001年10月29日、NHK）
- 「オヤジ探偵2」第4話・第5話（2002年11月7日・11月14日、テレビ朝日）
- 新春ワイド時代劇（テレビ東京）
  - 「忠臣蔵〜決断の時」（2003年1月2日） - 栗崎道有 役
  - 「忠臣蔵 瑤泉院の陰謀」（2007年1月2日）
- 「パパ トールド★ミー 大切な君へ」第1話（2003年4月12日、NHK教育テレビジョン）
- 「剣客商売 第4シリーズ」第10話（2003年5月6日、フジテレビ）
- 「新・いのちの現場から」第10話（2004年4月9日、TBS）
- 「ダイヤモンドの恋」第22話・第23話（2005年9月27日・9月28日、NHK）
- 「新・はんなり菊太郎〜京・公事宿事件帳〜」第6話（2007年3月1日、NHK） - 栄次 役
- 「刺客請負人」第5話（2007年8月17日、テレビ東京）
- 「桂ざこば 芸歴45周年&還暦記念ドラマ“子ほめ”」（2007年12月8日、フジテレビ）
- 「ジャッジII〜島の裁判官奮闘記」（2008年10月25日 - 11月22日、NHK）
- 「再生の町」第2話（2009年9月5日、NHK）
- 月曜ゴールデン「遺品整理人 谷崎藍子」（TBS）
  - 第1作「死者が遺したメッセージ」（2010年5月24日） - 裁判長 役
  - 第5作「遺体なき殺人」（2015年7月27日） - 巡査 役
- 「高橋留美子劇場 赤い花束」（2012年7月8日、NHK BSプレミアム）
- 「夫婦善哉」第2話・第3話（2013年8月31日・9月7日、NHK）
- 「わたしをみつけて」第1話（2015年11月24日、NHK）
- 「子連れ信兵衛」第3話（2015年11月27日、NHK BSプレミアム）
- 「女子的生活」第1話・第2話・最終話（2018年1月5日・1月12日・1月26日、NHK） - コロッケ屋主人 役
- 「雲霧仁左衛門4」第3話（2018年9月21日、NHK BSプレミアム）
- 「遺留捜査」スペシャル5（2018年11月11日、テレビ朝日） - 森 役
- 「ロンダリング」第1話（2025年7月4日、関西テレビ・フジテレビ） - 馬場尚哉 役

### その他
- 「知るを楽しむ こだわり人物伝」（2007年8月20日 - 8月22日、NHK教育テレビジョン） - ナレーター
- 「地域発!ぐるっと日本」（2009年5月24日、NHK）